# Åltjärnen (Los socken, Hälsingland)
Åltjärnen är en sjö i Ljusdals kommun i Hälsingland och ingår i Dalälvens huvudavrinningsområde.